# Cataleptoneta edentula
Cataleptoneta edentula är en spindelart som beskrevs av Denis 1955. Cataleptoneta edentula ingår i släktet Cataleptoneta och familjen Leptonetidae.
Artens utbredningsområde är Libanon. Inga underarter finns listade i Catalogue of Life.